# Wilhelm Breitenstein
Fredrik Wilhelm Breitenstein, född 17 maj 1933 i Tammerfors, död 6 juni 2005 i Helsingfors, var en finländsk diplomat.
Breitenstein blev juris kandidat 1960. Han inledde sin bana som attaché vid den finländska FN-representationen 1962–1965, där han även tjänstgjorde 1972–1978. Han var chef för avdelningen för utvecklingssamarbete vid utrikesministeriet 1978–1980 och blev 1981 understatssekreterare; 1983–1991 var han ambassadör vid Finlands ständiga representation vid OECD i Paris. Åren 1991–1998 tjänstgjorde han som ambassadör vid FN-representationen i New York.